# Distrito Regional de Peace River
O Distrito Regional de Peace River (enumerado como 22) é um dos 29 distritos regionais da Colúmbia Britânica, no oeste do Canadá. Sua área total é de 119.200 quilômetros quadrados, constituindo-se o maior distrito regional da Colúmbia Britânica em área. (A Região de Stikine é maior, mas não exatamente um distrito regional.) A população total informada no censo de 2006 era de 58.264 habitantes, com 24.019 residências particulares, em comparação com 55.080 pessoas em 2001.